# Arrhopalitidae
Arrhopalitidae es una familia de Collembola en Hexapoda que comprende 152 especies descriptas.

## Taxonomía
- Género Arrhopalites, Borner, 1906 (50 especies)
- Género Pygmarrhopalites, Vargovitsh, 2009 (101 especies)
- Género Troglopalites, Vargovitsh, 2012 (1 especie)